# Haxo

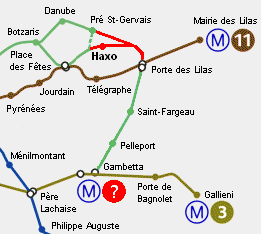
W razie połączenia linii 3 bis i 7 bis, stacja Haxo znajdzie się na oficjalnej mapie metra

Haxo to nigdy nie używana od jej wybudowania w latach 20 XX wieku stacja paryskiego metra. Jest zlokalizowana na nieużywanym odcinku łączącym linie 3 bis i 7 bis.
Linia, na której zlokalizowana jest stacja, została wybudowana w latach 20 XX wieku pomiędzy stacjami Porte des Lilas (linia 3 bis) i Pré Saint-Gervais (linia 7 bis). Wybudowano tylko jednokierunkowy tor, a stacja Haxo była jedynym przystankiem. Dla ruchu w przeciwną stronę istnieje odcinek bez żadnego przystanku. W związku z tym, w razie uruchomienia tej stacji, byłaby ona stacją jednokierunkową.
Chociaż w czasach budowy wyposażono stację w pełną infrastrukturę, operator metra nie uznał eksploatacji tego odcinka za działalność wystarczająco dochodową.
Pociągi kursujące regularnie nigdy nie zatrzymywały się na Haxo, zatem nie istnieje obecnie nawet wyjście na powierzchnię. Na jej peron docierają tylko nieliczne pociągi wycieczkowe organizowane specjalnie dla entuzjastów; stacja była również użyta do demonstracji pociągu typu MF 88 dla przedstawicieli prasy w 1993, a plakietki z tym rokiem na peronie znajdują się do dziś.
Obecnie brane jest pod uwagę stworzenie linii metra nr 15 z połączenia linii 3 bis i 7 bis. Jeśli tak się stanie, stacja Haxo zostanie otwarta dla publicznego użytku.
Podobne, nigdy nie używane stacje metra znajdują się w Londynie (North End tube station) i Sztokholmie (Kymlinge).